# Kołowo-gąsienicowy układ jezdny

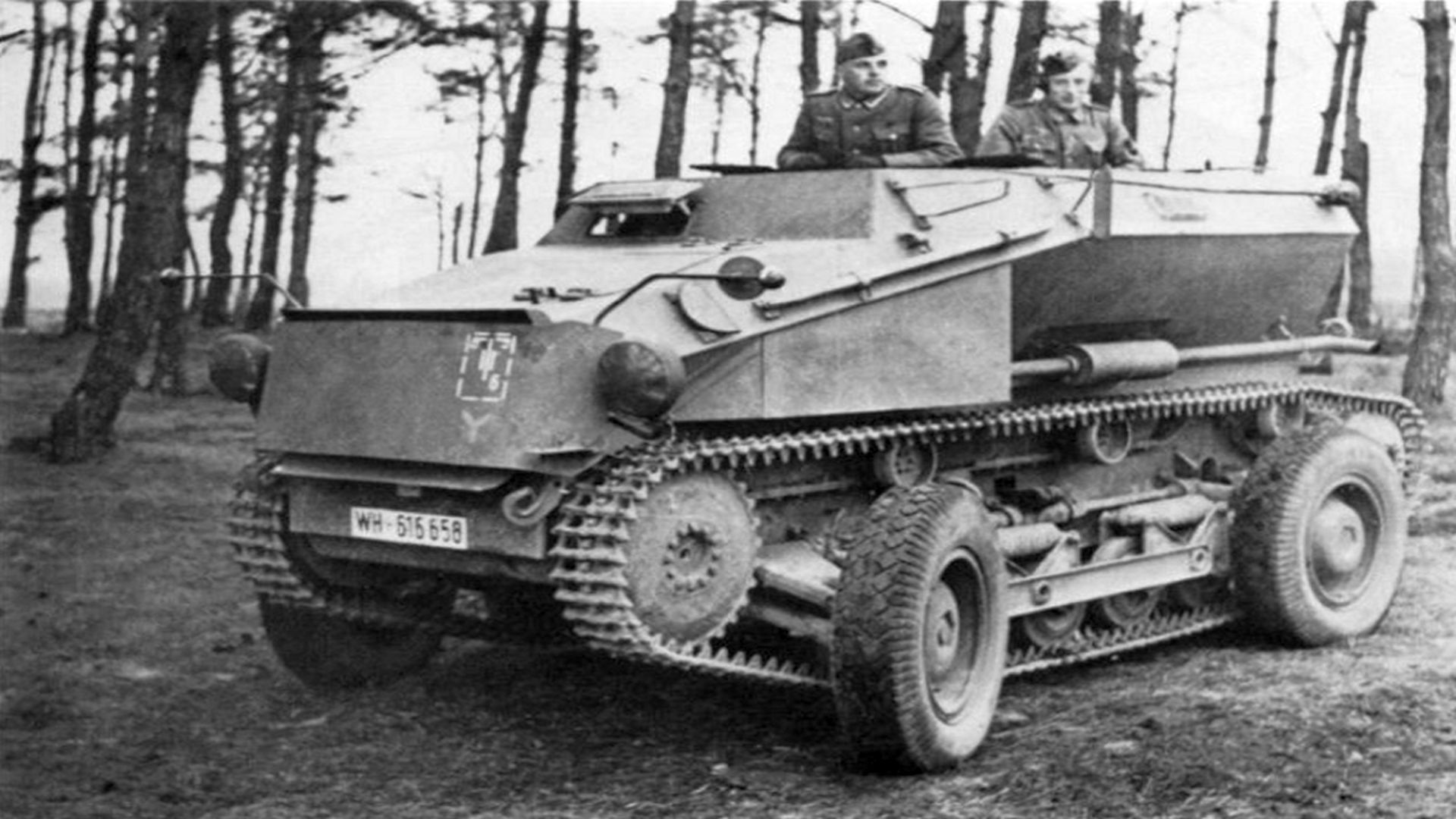
Sd.Kfz. 254

Kołowo-gąsienicowy układ jezdny – rodzaj układu jezdnego pojazdów mechanicznych, będący połączeniem dwóch niezależnych układów: gąsienicowego i kołowego. Pojazd z takim układem jezdnym napędzany jest tylko jednym z dwu układów. Wybór napędu następuje poprzez podniesienie jednego, a opuszczenie drugiego mechanizmu. I tak w przypadku napędu kołowego uniesiony jest mechanizm gąsienicowy, a w przypadku napędzania pojazdu przy pomocy gąsienic podnoszone są koła. Celem takiego układu napędowego jest zapewnienie możliwości jazdy na gąsienicach w terenie w połączeniu  z dużą prędkością i większą ekonomiką jazdy po drogach.
W układzie kołowo-gąsienicowym budowano w latach 30. XX wieku prototypy licznych pojazdów wojskowych, w tym czołgów lekkich, lecz mała praktyczność przy dużym stopniu skomplikowania sprawiły, że jedynie w Austrii podjęto produkcję ciągników artyleryjskich o takim układzie, przede wszystkim Saurer RR-7 (w służbie niemieckiej Sd.Kfz. 254) i Steyr ADMK.
Obecnie układ ten znajduje ograniczone zastosowanie w konstrukcji wózków inwalidzkich, gdzie podwozie gąsienicowe służy do pokonywania schodów itp. przeszkód.
Czołgami kołowo-gąsienicowymi nazywane były czołgi, które mogły poruszać się na gąsienicach, lub po zdjęciu gąsienic, na kołach, jednakże nie miały one kołowo-gąsienicowego układu jezdnego w takim rozumieniu, gdyż posiadały tylko jeden układ jezdny, oparty w obu przypadkach o te same koła nośne lub napędowe (np. czołgi BT).
Czasami mianem kołowo-gąsienicowego układu jezdnego mylnie określany jest półgąsienicowy układ jezdny